# Érase otra vez
Pour plus de détails, voir Fiche technique et Distribution.
Érase otra vez est un film de comédie espagnol écrit et réalisé par Juan Pinzás et sorti en 2000. 
Il est le premier film espagnol à suivre les principes du mouvement Dogme 95 dans lequel il porte le numéro 22.
Le sujet du film est un groupe d'amis de l'université qui se réunissent dix ans après chez l'un d'eux pour se rappeler des temps passés.

## Synopsis
Dix anciens camarades de classe d'une même promotion de journalisme se retrouvent le temps d'un week-end après dix années, promesse qu'ils avaient faite à l'époque. Ils se rencontrent dans la villa de Rosendo, qui est écrivain et qui écrit un livre sur le même thème que celui traité par le film. Loreto ne travaille pas sur des sujets liés au journalisme, mais peint des tableaux. Lucas, journaliste sportif, s'y rend avec sa petite amie Patricia. Beatriz "The Best", célèbre personnalité de la télévision, accompagne son petit ami Bruno. Nacho est gay et il avoue à Rosendo qu'il l'aime toujours, mais Nacho ne réussira pas à attirer les baisers de l'écrivain solitaire.
La rencontre consiste en un week-end entier, qui commence par un goûter, où Patricia évoque le sujet d'un tableau que Lucas avait acheté pour 1 250 euros, qui lui semblait un « tableau de merde », et qui s'avère être de Loreto, qui l'avait exposé dans une galerie et signé d'un pseudonyme. Lorsque Loreto avait contacté Lucas pour le rencontrer, il lui avait parlé de son exposition. Il s'avère qu'entre Lucas et Loreto il y a des réminiscences de leur histoire d'amour universitaire, qui finiront par refaire surface dans une nouvelle relation.

## Fiche technique
- Titre original :  Érase otra vez
- Réalisation : Juan Pinzás
- Scénario : Juan Pinzás
- Photographie : Gerardo Moschioni, Tote Trenas
- Montage : María Lara
- Musique : Juan Manuel Sueiro (comme Juan Sueiro)
- Costumes : Editing by
- Production : José Luis Garci, Pilar Sueiro
- Pays de production : Espagne
- Langue originale : espagnol
- Format : couleur
- Genre : comédie
- Durée : 93 minutes
- Dates de sortie :
  - Espagne : 23 juin 2000

## Distribution
- Monti Castiñeiras (es) : Rosendo
- Pilar Álvarez Saavedra : Beatriz
- Vicente Mohedano : Lucas (comme Vicente de Souza)
- Víctor Mosqueira : Nacho
- Mara Sánchez : Patricia
- Isabel Vallejo : Loreto
- Marcos Orsi : Bruno
- Paul Naschy : Jardinero
- Mimy L. Fuentes : Criada
- Antón Reixa : Editor

## Production
Le tournage du film a commencé le 25 janvier 1999 et s'est terminé le 23 octobre 1999. Érase otra vez a été tourné dans divers endroits de Madrid et en Galice.

## Récompenses et distinctions
- (en) Érase otra vez: Awards, sur l'Internet Movie Database